# Суспірія
«Суспі́рія» (італ. Suspiria) — італійський містичний фільм-трилер 1977 року, поставлений режисером Даріо Ардженто. Прем'єра фільму відбулася 1 лютого 1977 року в Італії. Фільм добре був сприйнятий глядачами — прихильники фільмів жахів вважають цю кінострічку культовою завдяки вдалому поєднанню в ній музики, що давить, незвичайного знімання і різкої кольорової палітри. Критики також не залишили фільм без уваги — стрічка отримала три номінації від американської Академії наукової фантастики, фентезі та фільмів жахів. .

## Сюжет
Юна балерина Сюзі Бенніон приїхала із США у знамениту балетну школу у Фрайбург. На її подив, увечері, коли вона під зливою дісталася до будівлі, її не впустили всередину. Проте вона бачила, як з будівлі вибігла дівчина. Того вечора ж ця дівчина була загадково вбита.
Сюзі селиться в пансіоні при школі, проте таємнича й зловісна атмосфера її пригнічує. Кожен вечір їй, хворій після перельоту, видають склянку вина, випивши яке вона миттєво засинає, але нова подруга, сусідка по гуртожитку встигає до свого зникнення поділитися з нею побоюваннями.
Сюзі зустрічається з фахівцями-психіатрами і дослідниками таємних наук і дізнається, що засновниця школи, в якій вона навчається, гречанка Гелена Маркус за життя була відомою як могутня відьма, «Чорна королева».
Проникнувши в потаємні приміщення школи, Сюзі переконується, що її побоювання були не марними: адміністрація школи насправді є ковеном відьом, і вони, між іншим, готують її вбивство. Перелякана дівчина намагається тікати та потрапляє до «найсвятішого» — кімнати Гелени, де, на свій жах, знаходить ту мертвою, але ніяк не спокоєну. Мужність дівчини рятує їй життя: вона встромляє в горло повсталому трупові перо з хвоста випадково розбитого нею скляного павича, члени ковена гинуть, а прокляту будівлю охоплює всежеруще полум'я.

## У ролях
| • Джессіка Гарпер      | … | Сюзі Бенніон        |
| • Стефанія Казіні      | … | Сара                |
| • Флавіо Буччі         | … | Деніел              |
| • Мігель Бозе          | … | Марк                |
| • Барбара Маґнолфі     | … | Ольга               |
| • Сузанна Джавіколі    | … | Соня                |
| • Ева Аксен            | … | Пет Гінґл           |
| • Рудольф Шундлер      | … | професор Міліус     |
| • Удо Кір              | … | доктор Френк Мендел |
| • Аліда Валлі          | … | міс Таннер          |
| • Джоан Беннетт        | … | мадам Бланк         |
| • Маргерита Горовіц    | … | учитель             |
| • Джакопо Маріяні      | … | Альберт             |
| • Фульвіо Мінгоцці     | … | таксист             |
| • Франка Сканьєтті     | … | кухарка             |
| • Ренато Скарпа        | … | професор Вердеґаст  |
| • Серафина Скорчелетті | … | 2-га кухарка        |
| • Джузеппе Транзоккі   | … | Па́вло               |
| • Рената Дзаменго      | … | Кароліна            |
| • Дарія Ніколоді       | … | жінка в аеропорту   |
| • Алессандра Капоцці   | … | танцівниця          |
| • Сальваторе Капоцці   | … | танцівник           |

## Знімальна група
- Автор сценарію — Даріо Ардженто, Дарія Ніколоді (за книгою Томаса Де Квінсі Suspiria de Profundis, 1845)
- Режисер-постановник — Даріо Ардженто
- Продюсер — Клаудіо Ардженто
- Виконавчий продюсер — Сальваторе Ардженто
- Оператор — Лучано Товолі
- Композитор — Goblin, Даріо Ардженто, Аґостіно Маранголо, Массімо Моранте, Фабіо Піньятеллі
- Монтаж — Франко Фратічеллі
- Художник-постановник — Джузеппе Бассан
- Художник-костюмер — П'єранджело Чичолетті

## Виробництво

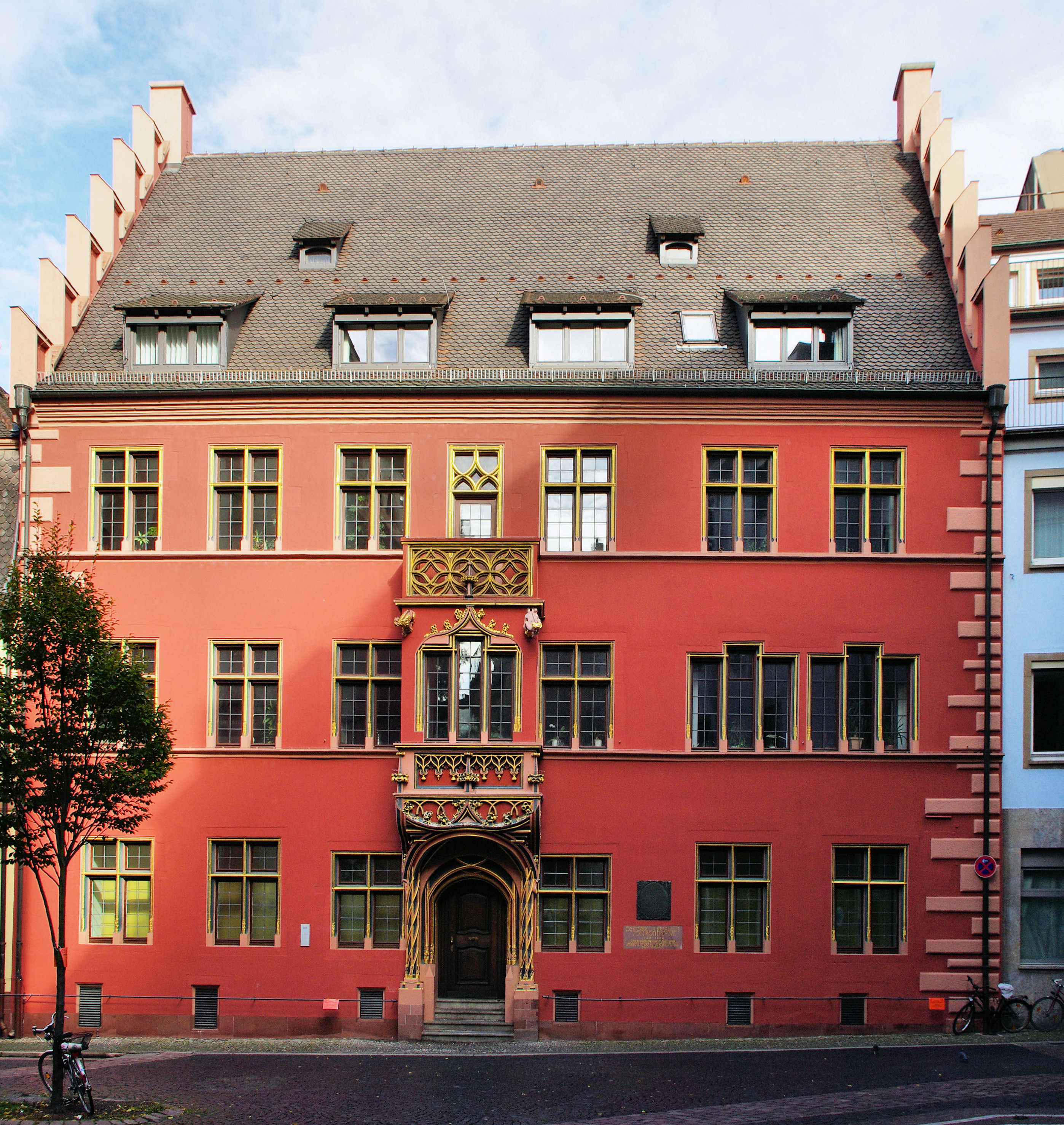
Фасад Будинку китів (Haus zum Walfisch) у Фрайбурзі, що був відтворений для фільму.

Кадр фільму

Сюжет фільму навіяний діснеївською «Білосніжкою». Більша частина стрічки знімалася в Римі, а натурне знімання відбувалося в Німеччині. При цьому загальна кількість часу, витраченого на зйомки, склала близько чотирьох місяців. Також у Німеччині знімалися школа і басейн. Для знімання зовнішнього вигляду балетної школи у Фрайбурзі, використовувалася історична будівля Haus zum Walfisch. Сцени у басейні знімали в Мюллерівських лазнях, у Мюнхені. Також показаний Музей BMW, у фільмі він фігурує як психіатрична клініка, куди зверталася за консультацією Сюзі Бенніон.
За первинним задумом Даріо Ардженто учениці балетної школи мали бути дівчатками не старшими 12 років. Саме такими вони й були в оригінальному сценарії фільму. Проте студія та виконавчий продюсер Сальваторе Ардженто відмовилися реалізовувати цей задум, вважаючи, що фільм, основу якого складе демонстрація жорстоких убивств дітей, буде заборонений. Тоді Даріо Ардженто підійняв віковий поріг героїнь до 20 років, що дало можливість запустити фільм у виробництво.
При зніманні сцени, коли орел падає на сліпого, Ардженто використав принцип знімання під назвою «бомбометання». Сцена знімалася в Монако. Для цього була виготовлена сталева підвісна канатна дорога, по якій камера опускалася і піднімалася кілька разів. А під час знімання сцен з черв'яками на загальних планах був використаний рис, проте на великих планах застосовувалися справжні живі черв'яки.
Існує твердження, що для того, аби досягти потрібної колірної гамми фільму, було ухвалено рішення знімати на плівку технологічного процесу компанії Technicolor під назвою Technovision, який дозволив досягти нереальних колірних відтінків і насиченості. Проте фільм знімався на звичайну плівку Eastman Color Kodak і друкувався на одній з машин, що залишилися, для обробки плівки Technicolor. Невірне твердження виникло через помилку в документальному фільмі на 3-дисковому DVD-боксі, що вийшов на честь 25-річного ювілею фільму.

## Музичний супровід
Музика до фільму була записана стереофонічно на чотирьох магнітних доріжках. Її записали до знімання фільму і вона лунала під час знімання акторської гри. Саме ж знімання відбувалося без запису звуку, а звук після закінчення роботи над зніманням спеціально дублювався.

## Інтерпретація
У 2018 році режисер Лука Гуаданьїно постави нову інтерпретацію фільму Даріо Ардженто з однойменною назвою. Фільм брав участь в конкурсній програмі 75-го Венеційського міжнародного кінофестивалю, де 1 вересня 2018 року відбулася його світова прем'єра.

## Нагороди та номінації
| Список нагород та номінацій                            | Список нагород та номінацій | Список нагород та номінацій                              | Список нагород та номінацій | Список нагород та номінацій | Список нагород та номінацій |
| Кінофестиваль/Кінопремія                               | Рік                         | Категорія                                                | Номінант(и)                 | Результат                   | Дж                          |
| ------------------------------------------------------ | --------------------------- | -------------------------------------------------------- | --------------------------- | --------------------------- | --------------------------- |
| Академія наукової фантастики, фентезі та фільмів жахів | 1978                        | Премія «Сатурн» найкращій акторці другого плану          | Джоанн Беннетт              | Номінація                   |                             |
| Академія наукової фантастики, фентезі та фільмів жахів | 2002                        | Премія «Сатурн» за найкращий DVD-реліз класичного фільму | Суспірія                    | Номінація                   |                             |
| Академія наукової фантастики, фентезі та фільмів жахів | 2018                        | Найкращий DVD/Blu-Ray спеціальний реліз                  | Суспірія                    | Номінація                   |                             |